# 特溫萊克斯鎮區 (明尼蘇達州卡爾頓縣)
特溫萊克斯鎮區（英語：Twin Lakes Township）是位於美國明尼蘇達州卡爾頓縣的一個行政鎮區。

## 地方資料
特溫萊克斯鎮區的面積為116.10平方千米，當中陸地面積為110.80平方千米，而水域面積為5.30平方千米。根據2020年美國人口普查的數據，當地共有人口2093人，而人口密度為每平方千米18.03人。